# Zhang Xueliang

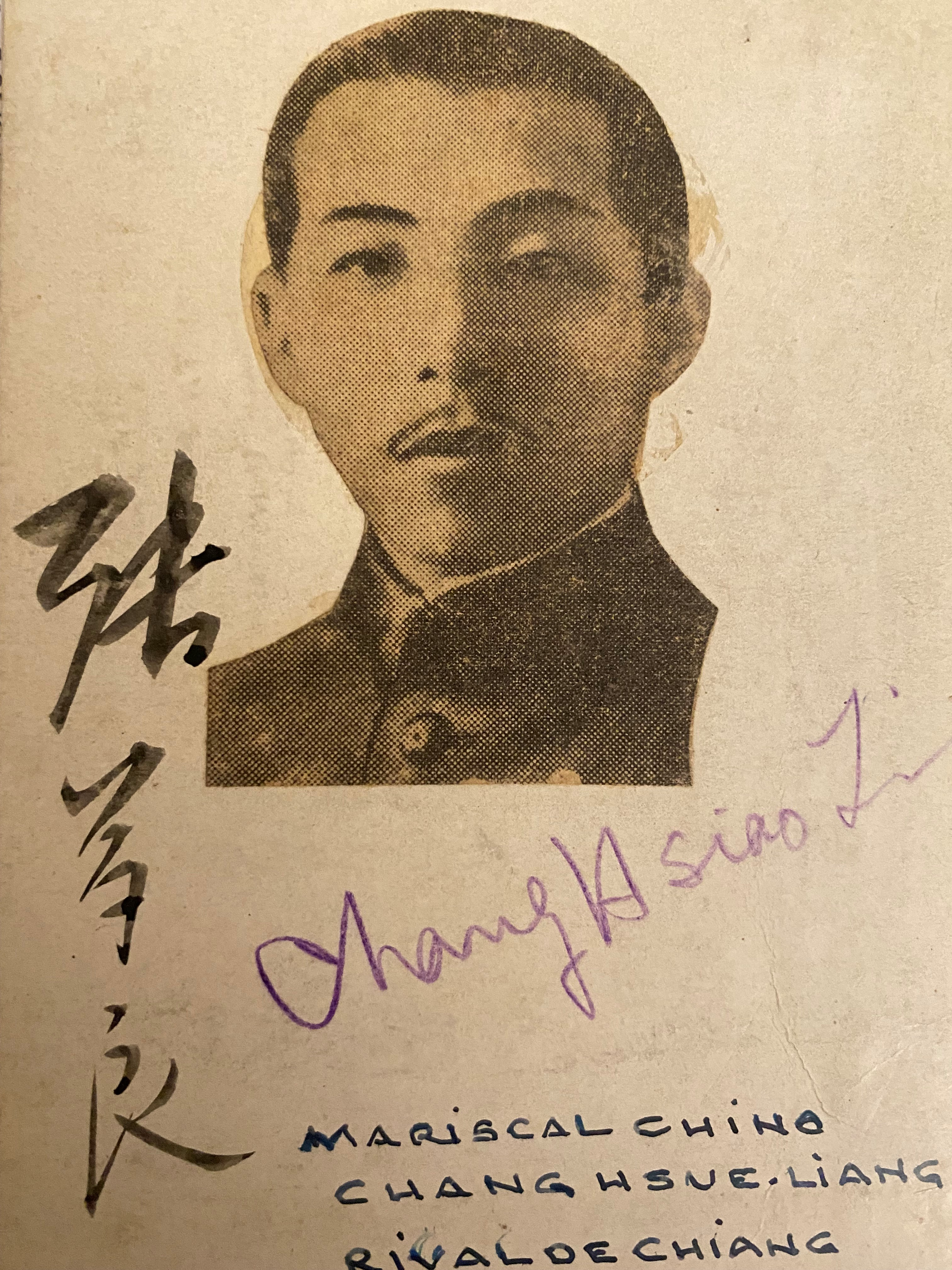
Eigenhändige Unterschrift auf Albumblatt mit aufgezogenem Porträt, ohne Ort und Datum, ca. 1930er Jahre.

Zhang Xueliang oder Chang Hseuh-Liang (chinesisch 張學良, Pinyin Zhāng Xuéliáng, W.-G. Chang Hsüeh-liang; Zì 汉卿,  Hànqīng,  Han-ch'ing; Hào 毅庵,  Yì'ān,  I-an; Milchname 小六子,  Xiǎo Liùzi,  Hsiao Liu-tzu, wirklicher Kosename 双喜,  Shuāng Xǐ,  Shuang Hsi; nannte sich auf Englisch gelegentlich auch: Peter Hsueh Liang Chang; * 3. Juni 1901 (andere Berichte geben als Geburtsjahr 1898 oder 1900 an) im Kreis Haicheng, Provinz Fengtian; † 14. Oktober 2001 in Honolulu, Hawaii, Vereinigte Staaten), genannt „der junge Marschall“ (少帥,  shào shuài,  shao shuai), beherrschte nach der Ermordung seines Vaters Zhang Zuolin am 4. Juni 1928 durch einen Offizier der japanischen Kwantung-Armee die Mandschurei und große Teile Nordchinas. Als Anstifter des Zwischenfalls von Xi’an verbrachte er mehr als die Hälfte seines Lebens unter Hausarrest, wird jedoch in der Volksrepublik China als patriotischer Held betrachtet.

## Jugend und Familie
Er wurde von Privatlehrern erzogen und fühlte sich – anders als sein Vater – in der Gesellschaft westlicher Menschen wohl. Zhang Xueliang schloss die Fengtian-Militärakademie ab, wurde zum Oberst der Fengtian-Armee und 1919 zum Chef der Leibwache seines Vaters ernannt. 1921 wurde er nach Japan geschickt, um Militärmanöver zu beobachten. Dort entwickelte er ein besonderes Interesse für Flugzeuge. Später baute er das Luftwaffen-Korps der Fengtian-Armee auf, das in den 20er-Jahren bei den Kämpfen im Gebiet innerhalb der Großen Mauer häufig eingesetzt wurde. 1922 wurde er zum Generalmajor befördert und befahl eine Truppe von der Größe einer Armee, zwei Jahre später wurde er auch Oberbefehlshaber der Luftstreitkräfte. Nach dem Tod seines Vaters 1928 folgte er ihm als wichtigster Warlord der Mandschurei. Im Dezember desselben Jahres schloss er sich der Guomindang an.
Seine Tochter, Zhang Lüying (chinesisch: 張閭瑛); * 1916 † 2016, verbrachte einige Jahre in Deutschland. Sie war bis 1941 dem chinesischen Generalkonsulat als Dienstleistungskraft zugeordnet und heiratete ebenfalls 1941 den chinesischen Diplomaten Tao Pengfei.

## Mandschurischer Warlord und republikanischer General
Die Japaner glaubten, dass Zhang Xueliang – als Frauenheld und Opiumsüchtiger bekannt – sich leichter steuern lassen würde. Ein Offizier der japanischen Kwantung-Armee tötete deswegen seinen Vater Zhang Zuolin in einem Bombenattentat, während dessen Zug unter einem Viadukt hindurchfuhr. Überraschenderweise erwies sich der jüngere Zhang als unabhängiger, als alle erwartet hatten. Er überwand seine Opiumabhängigkeit und erklärte öffentlich seine Unterstützung Chiang Kai-sheks. Um seine Führung von japanischen Einflüssen zu säubern, ließ er im Januar 1929 zwei als pro-japanisch bekannte Beamte vor den versammelten Gästen eines Abendessens hinrichten. Zhang versuchte auch, den sowjetischen Einfluss auf die Mandschurei zu beseitigen, musste aber im sowjetisch-chinesischen Grenzkrieg eine Niederlage hinnehmen. Zur selben Zeit näherte er sich den Vereinigten Staaten an.
Als 1930 die Warlords Feng Yuxiang und Yan Xishan versuchten, die Guomindang-Regierung unter Chiang Kai-shek zu stürzen, unterstützte Zhang die Nanjing-Regierung gegen die nördlichen Warlords. Er erhielt dafür die Kontrolle der wichtigsten Eisenbahnen in der Provinz Hebei und die Zolleinnahmen aus dem Hafen der Stadt Tianjin. Nach dem Mukden-Zwischenfall und der japanischen Invasion in Zhangs eigenem Herrschaftsgebiet in der Mandschurei 1931 zogen sich Zhangs Truppen ohne nennenswerte Kampfhandlungen von der Front zurück. Es ist spekuliert worden, dass Chiang Kai-shek einen Brief an Zhang geschrieben haben soll, in dem er ihn um den Truppenrückzug bat, aber Zhang hat später darauf bestanden, dass er selbst die Befehle gegeben habe. Anscheinend war ihm klar, wie schwach seine Streitkräfte im Vergleich zur japanischen Armee waren, und er wollte lieber seine Position schützen, indem er seine eigene Armee bewahrte. Das würde auch mit den übergreifenden strategischen Absichten Chiangs übereinstimmen. Zhang reiste später durch Europa und kehrte dann nach China zurück, um das Kommando über die Unterdrückungskampagnen gegen die Kommunisten zunächst in Hebei, Henan sowie Anhui und später im Nordwesten zu übernehmen.

## Xi’an-Zwischenfall, Hausarrest und späteres Leben
Am 6. April 1936 traf sich Zhang Xueliang mit Zhou Enlai, um den Chinesischen Bürgerkrieg zu beenden. Zusammen mit dem General Yang Hucheng entführte Zhang am 12. Dezember 1936 Chiang Kai-shek und setzte das Oberhaupt der Guomindang-Regierung gefangen, bis Chiang sich bereit erklärte, zusammen mit den Kommunisten eine Vereinigte Front gegen die japanischen Invasoren zu bilden.
Chiang hatte zu der Zeit eine nicht aggressive Haltung gegenüber den Japanern eingenommen und hielt die Kommunisten für eine größere Gefahr für China als die Japaner. Seine Strategie zielte darauf ab, zunächst die Kommunisten zu beseitigen, bevor er sich den Japanern zuwandte. Der wachsende nationalistische Zorn gegen Japan machte diese Politik jedoch sehr unpopulär, was zu Zhangs Vorgehen gegen Chiang führte.
Die folgenden Verhandlungen waren heikel und sind nicht protokolliert worden. Offensichtlich erklärte sich Chiang bereit, seine Kräfte gegen die Japaner statt gegen die Kommunisten zu bündeln. Im Gegenzug würde Zhang zum Gefangenen Chiangs werden und auf jede politische Rolle verzichten.
Nach der Freilassung Chiang Kai-sheks wurde Zhang Xueliang vor Gericht gestellt und zu zehn Jahren Haft verurteilt. Chiang intervenierte, worauf Zhang unter Hausarrest gestellt wurde. Als 1949 die Republik China evakuiert wurde, wurde Zhang mit nach Taiwan genommen, wo er weiter unter Hausarrest lebte. Er widmete seine Zeit dem Studium der Ming-Dichtung. Erst 1990, nach dem Tod von Chiangs Sohn und Nachfolger Chiang Ching-kuo, erlangte er seine Freiheit wieder. Zhang ist damit wahrscheinlich der politische Gefangene mit der längsten Haftzeit gewesen.
Nach seiner Freilassung wanderte er 1993 nach Honolulu auf Hawaii aus. Er wurde häufig in die Volksrepublik China eingeladen, aber Zhang erklärte sich den Kommunisten wie der Guomindang gegenüber für neutral und lehnte ab. Er betrat nie wieder chinesischen Boden. Im Alter von 100 Jahren (nach chinesischer Zählweise 101) starb er an einer Lungenentzündung und wurde auf Hawaii beerdigt.